# Gersteman Boterbloem
Gersteman Boterbloem (Engels: Barliman Butterbur) is de naam van de waard van de herberg De Steigerende Pony (Engels: The Prancing Pony) uit het boek In de Ban van de Ring van J.R.R. Tolkien. De originele vertaling van Butterbur was Boterbast. In de herziene vertaling heeft Max Schuchart dit aangepast, omdat namen uit Breeg hun herkomst vaak vinden in de botanie. Tolkien geeft dit in de vertaalgids 'Guide to the Names in The Lord of the Rings' zelf ook aan: ...Dutch 'boterbloeme'. Butterbur betekent hoefblad, een heel andere plant dan boterbloem.
De herberg ligt in het plaatsje Breeg niet ver ten oosten van de Gouw waar de hobbits wonen. In Breeg zelf wonen zowel mensen als hobbits. Door de stad lopen twee grote wegen, vandaar dat er heel wat reizigers komen overnachten in de herberg. Meneer Boterbloem is dan ook een drukke man die elke avond aan een stuk door in zijn herberg rondrent om zijn klanten te bedienen, zelfs met de hulp van zijn twee hobbitknechten Hob en Bob. Als Frodo en zijn metgezellen aankloppen heeft hij dan ook nauwelijks tijd om ze te woord te staan. In de herberg bevinden zich op dat moment onder anderen Stapper, die later met de hobbits mee op reis gaat, en twee slechteriken, Willem Varentje die in Breeg woont en 'de loensende zuiderling' die van de zuiderweg kwam. Ze zijn beiden spionnen van Saruman en later van Sauron.
In hoofdstuk 9 'In de steigerende pony' komen de hobbits er om overnachting vragen. Ze worden hartelijk begroet en krijgen wat eten in een kleine zitkamer. Daarna besloten Frodo, Sam en Pepijn naar de gelagkamer te gaan, Merijn leek het daar te benauwd en ging buiten een luchtje scheppen. In de gelagkamer ontmoet Frodo Stapper die hem er op wijst dat Pepijn misschien te veel vertelt in zijn verhalen over de Gouw (Stapper schijnt het een en ander van Frodo's geheimen af te weten). Frodo grijpt in door zich in de schijnwerpers te werken en een lied te zingen. De omstanders vragen hem te bisseren. Frodo raakt op dreef en maakt tijdens het lied een sprong. Hij valt van de tafel en krijgt de Ring om zijn vinger. Hij probeert de boel nog te redden door te doen alsof hij bij wijze van grap onder de tafels door was gekropen, maar dat wordt ernstig betwijfeld. Daarna gaan de hobbits weer naar de kleine zitkamer waar Frodo een gesprek heeft met Stapper. Die adviseert hen niet naar hun slaapkamers te gaan. Ook Gersteman Boterbloem komt binnen omdat hij zich iets herinnerde. Hij had van Gandalf een brief naar Frodo moeten versturen maar hij kon niet direct iemand vinden die hem wou verzenden en toen was hij het vergeten. Als die brief op tijd was verstuurd had Frodo geweten dat hij direct moest vertrekken in plaats van te wachten en had hij waarschijnlijk geen last gehad met de zwarte ruiters. Diezelfde nacht overvallen de zwarte ruiters de herberg. Ze doorzoeken de slaapkamers die de hobbits op Stappers aanraden niet hadden betreden en laten alle paarden los. Na deze voorvallen gaat het slechter met Boterbloems zaak, ook omdat het rond Breeg onveiliger wordt.
Gersteman wordt in het boek beschreven als een dikke, aardige man die een enorme woordenvloed kan spuien als hij de kans krijgt. Frodo vindt hem een beetje dom, maar Gandalf zegt dat Boterbloem slim is op zijn eigen manier. Hij is in ieder geval vrij vergeetachtig.